# Robert Gradmann
Robert Gradmann, född 18 juli 1865, död 16 september 1950, var en tysk geograf.
Gradmann var 1901-1919 bibliotekarie, från 1914 även professor vid universitetet i Tübingen, 1919 professor vid universitetet i Erlangen. Bland Gradmanns många arbeten märks Pflanzenleben der Schwäbischen Alb (2 band, 1898), Getreidebau im deutscen und römischen Altertum (1909), Siedlungsgeographie des Königreichs Würtemberg (1913-1914), samt Süddeutschland (2 band, 1931). Det sistnämnda har sett som en av sin tids främsta regionalgeografiska verk.